# Biblioteca Guanda
La Biblioteca Ugo Guanda è una biblioteca del Comune di Parma.
La biblioteca comunale Ugo Guanda viene inaugurata il 15 dicembre 1973 nel sottopassaggio di Piazza Garibaldi che aveva ospitato l'Albergo diurno Cobianchi dal 1929 al 1966. 
È intitolata alla memoria dell'editore Ugo Guandalini, fondatore della casa editrice Guanda che operò a Parma fino al 1965.  Nei primi anni ottanta gli eredi Guandalini donano alla biblioteca qualche centinaio di volumi che formano il primo nucleo del fondo Ugo Guanda, costituito dalla raccolta delle edizioni U. Guanda. Nel 1984 la biblioteca è trasferita nei locali del complesso di San Paolo. Fin dall'inaugurazione, la biblioteca adotta il sistema a scaffale aperto applicando la Classificazione decimale Dewey, connotandosi dunque come la prima vera public library della città.